# Boleophthalmus
A Boleophthalmus a csontos halak (Osteichthyes) főosztályának a sugarasúszójú halak (Actinopterygii) osztályába, ezen belül a sügéralakúak (Perciformes) rendjébe, a gébfélék (Gobiidae) családjába és az iszapugró gébek (Oxudercinae) alcsaládjába tartozó nem.

## Előfordulásuk
A Boleophthalmus-fajok Ázsia, az indonéz szigetek és Ausztrália mangroveval benőtt partjain, valamint e térségeken levő folyótorkolatokban élnek. Az Indiai- és a Csendes-óceánokba ömlő folyómenték lakói.

## Megjelenésük
E halak hossza fajtól függően 11,1-22 centiméter között van. Két fajon kívül, az összes többinek az állkapocscsontján levő fogaikon kis dudorok láthatók. A nagy szemeik magasan kiállnak a fejükből. Az oldalvonalaik és a tarkóik tájéka fajtól függően, kisebb-nagyobb mértékben pikkelyezett. E fajok sötétebb színű testén és fején fehéres vagy kékes, kis pontok láthatók.

## Életmódjuk
Az árapálytérségben levő mangroveerdőkben, illetve a tengerpartokon élnek. Főleg a trópusokon levő
brakkvizeket kedvelik, de édes- és sósvízben is fellelhetőek. Apálykor az üregeikbe húzódnak vissza. A levegőből veszik ki az oxigént. A táplálékuk fajonként eltérő, de főleg a következő három összetevőből áll: algák, kovamoszatok és kisebb rákok.

## Felhasználásuk
A Boleophthalmus-fajoknak csak kis halászati értékük van. Azokat a fajokat amelyeket mégis kifogják, vagy csaliként vagy a hagyományos orvoslás részeként hasznosítják.

## Rendszerezés
A nembe az alábbi 6 faj tartozik:

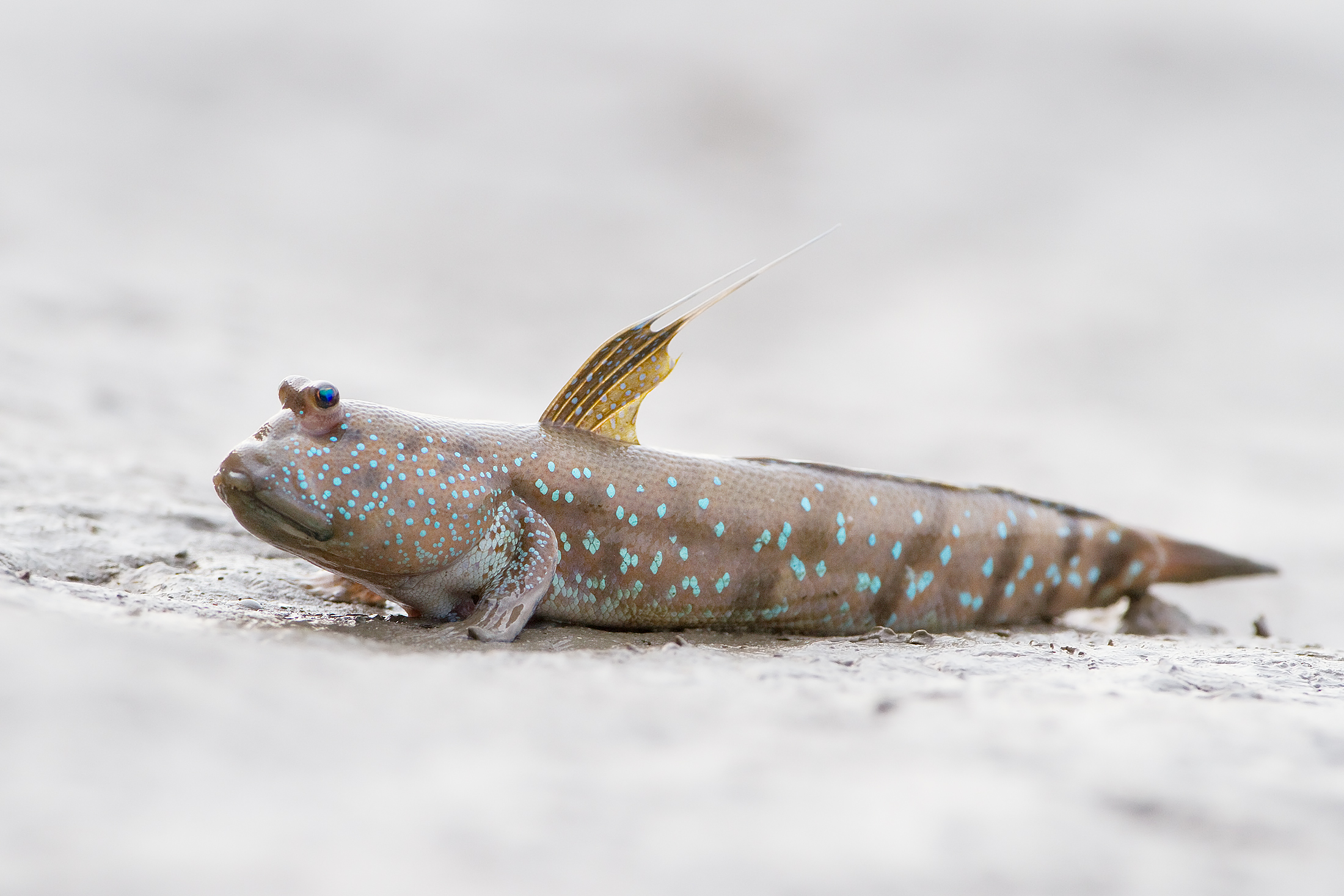
Boleophthalmus boddarti

- Boleophthalmus birdsongi Murdy, 1989
- Boleophthalmus boddarti (Pallas, 1770) - típusfaj
- Boleophthalmus caeruleomaculatus McCulloch & Waite, 1918
- Boleophthalmus dussumieri Valenciennes, 1837
- Boleophthalmus pectinirostris (Linnaeus, 1758)
- Boleophthalmus poti Polgar, Jaafar & Konstantinidis, 2013